# 10478 Alsabti
10478 Alsabti è un asteroide della fascia principale. Scoperto nel 1981, presenta un'orbita caratterizzata da un semiasse maggiore pari a 2,9957826 UA e da un'eccentricità di 0,0936982, inclinata di 11,06901° rispetto all'eclittica.